# Леммель, Ральф
Ральф Леммель — немецкий учёный, профессор Университета Кобленц-Ландау, декан факультета информатики. Входит в список самых плодовитых авторов научных статей по версии DBLP как имеющий более 160 опубликованных работ. Индекс Хирша — 42.
Ральф Леммель защитил диссертацию на соискание степени доктора-инженера по теме «Функциональные метапрограммы в помощью повторному использованию в рамках декларативной парадигмы» в 1999, и позже в том же году переехал в Нидерланды, где проработал несколько лет в различных научно-исследовательских организациях. В 2005 Леммель перешёл работать в Microsoft, где занимался НИОКР в области XML-технологий. После 2007 года вернулся в Европу, где занял позицию профессора в небольшом немецком университете, на которой и работает (на 2016 год).
Среди самых широко цитируемых работ Леммеля — статья с объяснением модели распределённых вычислений MapReduce. Вместо используемого в Google языка Sawzall он продемонстрировал возможности типизации, абстракции, распараллеливания и агрегации для более популярного языка Haskell, а позже добавил и реализацию для Hadoop. Ещё более известен предложенный Леммелем стиль функционального обобщённого программирования под названием «scrap your boilerplate» (SYB, приблизительно переводится как «вычищение шаблонов»), которому посвящён целый ряд статей, написанных большей частью в соавторстве с Саймоном Пейтон-Джонсом, ведущим разработчиком языка Haskell. Задача, решаемая методикой SYB, заключается в том, что обход иерархических структур данных (например, деревьев), что часто встречаются в программировании, совершается однообразным кодом, который перебирает все возможные варианты на каждом уровне иерархии и продолжает обход в желаемом направлении. Если такого кода существенно больше, чем кода, относящегося к собственно центральному алгоритму, это отвлекает программиста и рассеивает его внимание. SYB предлагает набор полиморфных комбинаторов, скрывающих рутинный код обхода и позволяющий программисту сфокусировать внимание на более важных аспектах.
Леммель является соавтором некоторых терминов, получивших широкое признание и распространение в научном сообществе. Среди них: «грамматическое обеспечение» (grammarware, по аналогии с программным обеспечением) как дисциплина создания грамматик, схем баз данных, систем типов и прочих компонент компилятора; «языковая инженерия» (software language engineering, по аналогии с программной инженерией) как область научных исследований, изучающая языки программирования, моделирования, проектирования, спецификаций, разметки, описания аппаратуры или интерфейсов, предметно-ориентированные языки, языки запросов и т. п.; «хрестоматия программного обеспечения» (software chrestomathy) как репозиторий, в котором в связанном друг с другом виде хранятся исходный код, документация, модели, архитектура, сценарии сборки, структуры данных и прочие компоненты. В 2009 году он стал одним из основателей конференции по языковой инженерии SLE (International Conference of Software Language Engineering). В 2018 году в издательстве Springer вышла его книга «Программные языки: синтаксис, семантика и метапрограммирование».
Ральф Леммель был одним из учёных, заложивших основы общей теории двунаправленных преобразований (англ. bidirectional transformation, bx) и представлял там теорию языков программирования. Двунаправленные преобразования — это не всегда биективные отображения, двунаправленной может считаться любая пара преобразований, связанная определёнными законами. Например, представление получается из базы данных фильтрацией содержимого, но в некоторых системах изменения представления могут быть возвращены в исходную базу и применены к полному набору имеющихся там данных. Вклад Леммеля заключался в двунаправленных преобразованиях грамматик.